# Alevitisme

Asadullah of Esedullah (Leeuw van God), een bijnaam gegeven door Mohammed aan zijn bloedverwant Ali. Het alevitisme, bektashisme en sjiisme zien Ali als de deur naar de mystieke kennis en esoterische interpretatie van de islam, zoals aan hem is overgedragen door Mohammed.

Het alevitisme of alevisme is in Turkije op een na het grootste religieus geloof. Naar schatting wonen er in Turkije tot 30 miljoen alevieten, waarvan er 15 miljoen officieel bekend zijn. In Turkije worden ze ook wel kizilbasj genoemd.  Het wordt door buitenstaanders soms ook aangeduid als spiritueel sjiisme, of sufi-sjiisme (Turks: Şîʿa-i Bâtın’îyye, Alevîlik, Alevi-Bektaşi of Şia Kizilbaş, Engels: Shīʿah Batin’iyya, Alevism / Bektashism)..
De alevieten accepteren Mohammed als de laatste profeet van Allah, en Ali als Wali (het imamschap van Ali). Waar in het soennisme Allah-Mohammed-de vier kaliefen centraal staan, is er in het alevitisme sprake van Allah-Mohammed-de Twaalf Imams. De twee stromingen werden pas definitief nadat imam Hoessein (Mohammeds kleinzoon) in 680 in de Slag bij Karbala (Irak) werd onthoofd door opstandelingen.
Dit geloof is anders dan de Arabische alawietische stroming of de koerdisch-alevitische Zaza. 
Net als in Turkije vormen in Nederland de alevieten, na de soennieten, de op een na grootste religieuze stroming onder de inwoners met een Turkse achtergrond. 

## Geloof
De aanhangers van het alevitisme worden alevieten of 'alevi' genoemd, wat letterlijk 'volger van Ali' betekent. Alevieten geloven dat Mohammed de laatste profeet is en zijn van mening dat hij zijn neef en schoonzoon Ali aanwees als directe opvolger (als eerste kalief), in plaats van Aboe Bakr zoals in het soennisme het geval is. Naargelang de streek uit het thuisland waar de alevieten vandaan komen, komen de geloofsovertuigingen (Ali en de 12 imams, moeharram, asjoera, enz.) overeen met het sjiisme, maar qua praktisering met het soefisme (de bektashiorde, met soefitermen zoals semah, Vahdet-i Vücud, Enelhak, insan-i kamil, de 4 deuren en 40 treden, enzovoort. Zie beneden). Ook geloven de alevieten dat de Koran het onveranderde Woord van Allah is (al wordt er vaak de voorkeur gegeven aan neutrale vertalingen ervan in plaats van orthodox-soennitische vertalingen), met als verschil dat er naast een algemene Zahir (openlijke) interpretatie van de Koran ook een Batin (verborgen, mystieke) uitleg van de Koran bestaat, die enkel door de bloedlijn van Mohammed en Ali uitgelegd kan worden (de 12 imams). 
De meeste alevieten geven aan dat zij van de sjiieten komen en dat ze ook de 'shia' (volgelingen) van Ali zijn, maar beweren dat zij de ware spirituele, mystieke, esoterische soefi-leer van Ali volgen, zoals aan hem werd doorgegeven door de profeet Mohammed. Zij zijn van mening dat ze net als sjiieten de 'volgers van Ali' zijn, maar dat de hedendaagse sjiieten in het praktiseren de afgelopen eeuwen beïnvloed zouden zijn door de orthodoxe meerderheid en de mystiek zouden zijn vergeten. Binnen het sjiisme wordt net als bij de soennitische meerderheid de nadruk gelegd op de 'sharia', terwijl bij de alevieten het accent gelegd wordt op de '4 deuren en 40 treden': de Sharia, Tariqa, Marifa, Haqiqa, net als binnen het soefisme. Deze leer van vier deuren zou afkomstig zijn van de Ahl al-Bayt, de familiebloedlijn van Mohammed. Ook binnen het soefisme wordt Ali als belangrijkste deur naar de spirituele leer van Mohammed gezien. Ali wordt in bepaalde kringen ook wel de vader van het soefisme genoemd.
Alle soefi-ordes zouden terugleiden tot een van de twaalf imams. Een belangrijke leraar van het alevitisme is de uit Khorasan afkomstige Hadji Bektasj Veli, een 13e-eeuwse alevitische heilige, sayyid, soefimeester en afstammeling van de islamitische profeet Mohammed, via zijn voorspelde twaalf imams (zie beneden). In het alevitisme wordt Hadji Bektasj Veli na de 12 imams als de belangrijkste spirituele leider gezien. Hij zou van de 7e imam Musa Kazim afstammen (een nakomeling van Mohammed via Ali en Mohammeds dochter Fatima) en de leer van de 4 deuren en 40 treden naar Anatolië hebben gebracht. Alevieten geloven erin dat het pad van Bektasj het pad van imam Ali ibn Aboe Talib is, en dat het pad van Ali het juiste pad van Mohammed is, zonder invloeden van buitenaf (bijvoorbeeld van de Omajjaden, die volgens alevieten het soennisme beïnvloed zouden hebben.)
Voor buitenstaanders is niet altijd even duidelijk wat het alevitisme precies inhoudt. Zij beschrijven het vaak als een sjiitische soefiorde verspreid door Hadji Bektasj Veli in Anatolië. Maar ook alevieten onderling kunnen hun geloofs- of levensovertuiging als verschillend ervaren. Waarbij het door sommigen vrijzinnig wordt geïnterpreteerd (vaak vanwege kennisgebrek), zijn er vooral ook strengere varianten. Buitenstaanders zien het vaak als een 'spirituelere, liefdevollere' manier om de islam te beleven. Door eeuwenlange onderdrukking (wat al sinds de Slag bij Karbala zou zijn begonnen) en assimilatie door de soennitische orthodoxe meerderheid komt het vaak voor dat de alevitische jongeren in Nederland zelf niet kunnen verklaren wat hun geloof inhoudt. Het bloedbad van Sivas is hier een voorbeeld van, waarbij ook een Nederlandse studente om het leven kwam. Het gemeenschappelijke kenmerk is echter de liefde voor Ali ibn Aboe Talib en de soefistische wijze van praktiseren.
Het alevitisme komt vooral voor in grote delen van Turkije (volgens wetenschappelijke schattingen zijn 15 tot 20 miljoen van de ongeveer 82 miljoen inwoners van het land alevitisch), en met de gastarbeidersstromen uit de jaren 60, 70 en 80 van de 20e eeuw, ook in de Benelux en de Duitstalige landen. Zowel talrijke Turken alsook talrijke Koerden behoren tot de alevitische geloofsgemeenschap binnen de sjiitische islam. Vanouds is het alevitisme binnen Turkije vooral sterk vertegenwoordigd in het midden en oosten van Anatolië alsook door migratie in enkele stedelijke centra zoals Istanboel, en zeer zwak tot niet vertegenwoordigd in de Egeïsche Zeeregio. Alevieten vormen echter een minderheid binnen de totale bevolking van Turkije, slechts in enkele districten vormen zij een meerderheid. Soennitische moslims vormen de grootste religieuze groepering in Turkije. Uitsluitend in de provincie Tunceli (Koerdisch: Dersim, Zazaki: Dêsım) vormen alevieten een meerderheid van de bevolking aldaar (hoofdzakelijk etnische Zaza).

## Etymologie en oorsprong
Het is niet geheel duidelijk waarop de herkomst van het woordje 'Alevi' is terug te brengen. In de wetenschap is hier geen eenduidigheid over. De volgende verklaringen komen voor:
- Alevieten/aleviet zijn de Nederlandse verbasteringen van het Turkse aleviler (meervoud) en alevi (enkelvoud). Het woordje alevi is weer de Turkse transliteratie van het Arabische Alawī (Arabisch: علوي). Het Turks alfabet kent geen w, de v wordt uitgesproken als w. Het Arabische Alawī is weer een verbastering van de Arabische naam Ali, hetgeen duidt op de islamitische kalief Ali.
- Een prominent figuur in het alevitisme is de mysticus Hadji Bektasj Veli (zie beneden). Deze zou volgens de Bektasi deel uitmaken van de familie van de islamitische kalief, Ali.[13] In de islam staat een lijn van nageslachten of familie bekend als de Ahl al-Bayt (Huis van de Familie of 'Mensen van het Huis'). Aangezien Hadji Bektasj Veli afstamde van de Ahl al-Bayt van Ali, ging men in het Turks door als iemand afkomstig van de 'Ali evi' (Turks voor 'Huis van Ali'), waarop 'alevi' zou zijn terug te brengen.
- Er zijn ook beweringen dat de naam 'Alevi' door de soennieten is gegeven aan deze minderheid. Eeuwen geleden, toen de eerste Shi'a werden ontdekt in Turkije, werden ze aangesproken met "Jullie houden van Ali, jullie zijn Alevi!". Door veel moslims wordt het woord 'Alevi' dan ook gezien als de Turkse versie van het woord Shi'a of sjiiet. Opvallend is dan ook dat wanneer er sjiitische films uit bijvoorbeeld Iran vertaald worden naar het Turks, het woord 'shia' als 'alevi' vertaald wordt. Hoewel de alevieten net als de sjiieten volgers van Ali, de Ahl al-Bayt en 12 imams zijn, zijn er onderling veel verschillen in het praktiseren van het geloof.
- Volgens anderen is het woordje alevi een verbastering van het Turkse 'alev'. Dit heeft de betekenis van vlam of vuur in het Turks. Zij beweren dat het niks met de islamitische Ali te maken zou hebben.

## Etniciteit en linguïstiek

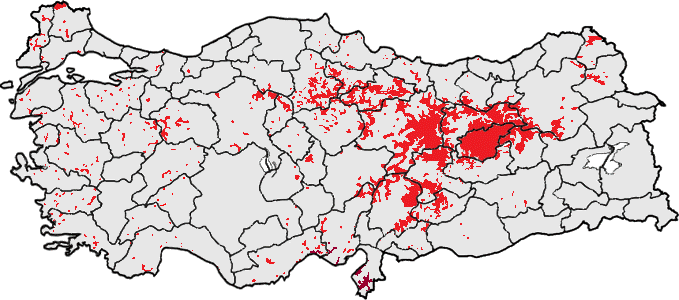
Spreiding alevitisme in Turkije

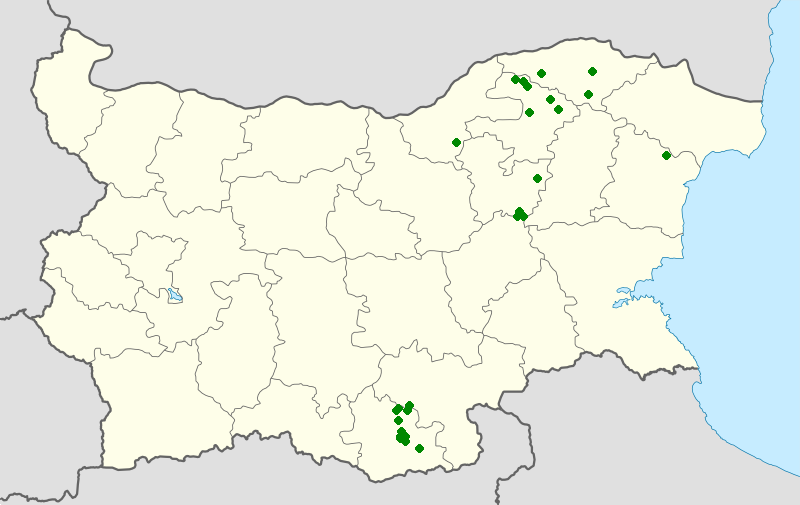
Spreiding alevitisme in Bulgarije

Men ontleent zijn identiteit aan de etniciteit die men heeft, de taal die men spreekt, de nationaliteit waartoe men behoort en de religie die men aanhangt. In Turkije hebben de meeste inwoners de Turkse etniciteit, spreken van huis uit Turks en hangen de soennitische islam aan. Wie daar niet aan voldoet, behoort volgens de heersende opvatting tot een minderheid.
Het alevitisch geloof wordt zowel door Turken, Koerden als Zaza's beleden, zowat een kwart van de Turkse burgers zou aleviet zijn. Dersim was de laatste regio in Turkije die autonoom bleef van de nieuw verklaarde Turkse Republiek en de Osmaanse administratie aanhield. Nadat in de jaren 30 van de 20e eeuw de autonome status van deze streek bruut was neergeslagen, werd de naam ervan veranderd in Tunceli (roodste provincie op de begeleidende kaart).
Ook onder de Zaza's is het alevitisme wijdverbreid. Koerden en Zaza's hebben elk hun eigen taal, respectievelijk het Koerdisch en het Zazaki, waardoor het alevitisme tevens gedifferentieerd is naar etniciteit en taal. Dit leidt tot verschillende etnisch-culturele minderheden die in deze regio voorkomen.
In deze context spreekt men vaak in termen als Turkse alevieten, Zazaki-alevieten, Koerdische alevieten of kortweg als Koerd-alevieten. Binnen deze groepen kunnen weer min of meer karakteristieke volkenkundige groepen voorkomen. Bijvoorbeeld, de Tahtacı zijn alevitische Turkse nomadengroepen die aan de west- en zuidkust van Turkije voorkomen. Alevieten identificeren zich vaak met deze groepen. Ook bestaat er een belangrijke alevitische/bektashi gemeenschap onder moslims uit de Balkan die in de Ottomaanse tijd onder meer door de soefi-ordes bekeerd zijn. Al deze groepen zou men kunnen beschouwen als afzonderlijke minderheidsgroeperingen, maar men kan ook de alevieten als geheel zien als een minderheidsgroepering.

## Religieuze concepten

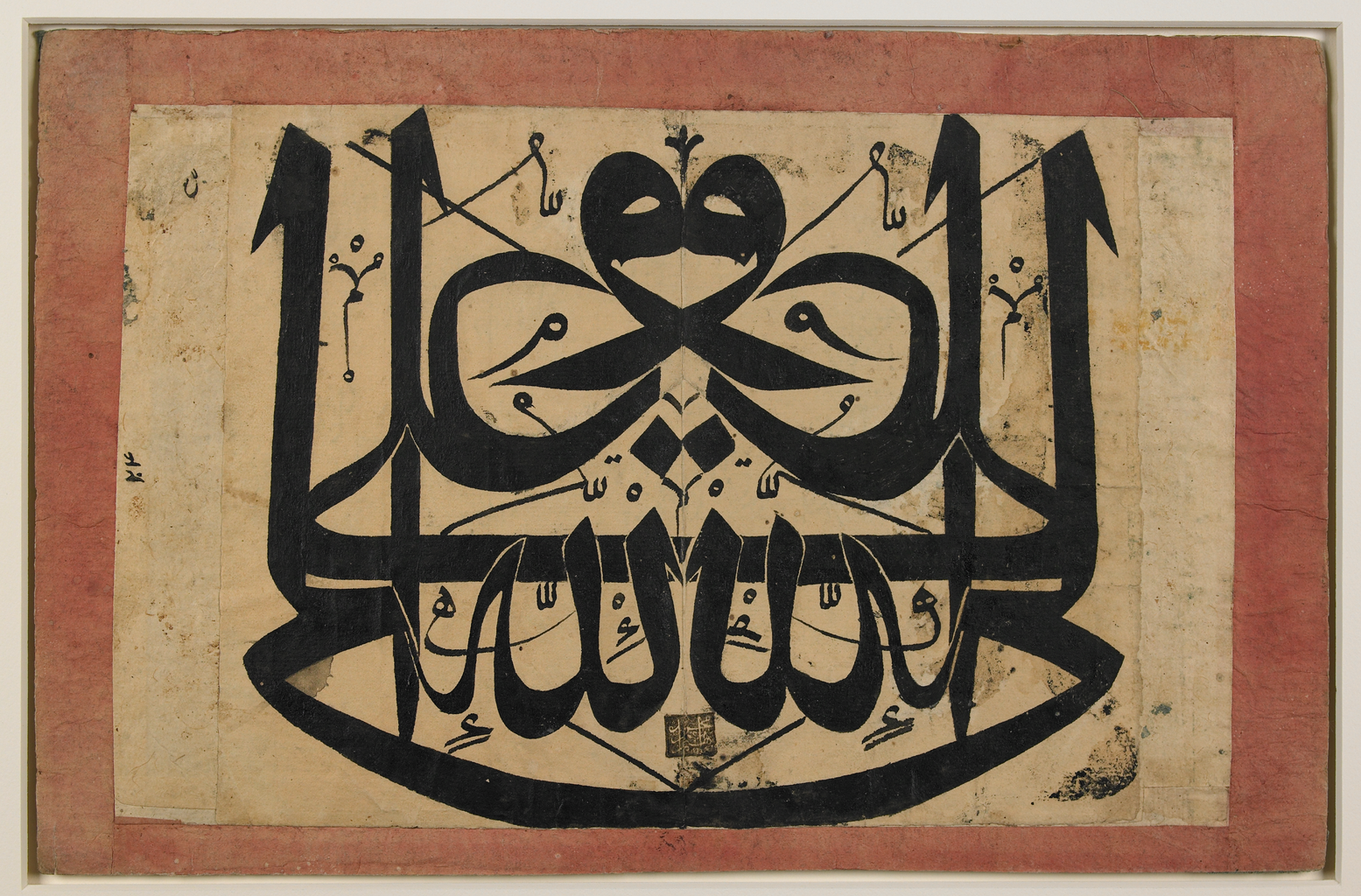
Alevitische kalligrafie "Ali is de Wali van God"

Hoewel de Koran ook de basis is van het alevitisme, zijn veel andere bronnen door de eeuwen heen vernietigd door de orthodoxe meerderheid. Naast de Koran speelt ook de 'buyruk', toegewezen aan de zesde imam Ja'far al-Sadiq een belangrijke rol (alevieten noemen het 'Imam Cafer-i Sadik Buyrugu') binnen het alevitisme. De buyruk bevat veel informatie dat de alevieten op veel gebieden onderscheidt ten opzichte van de soennitische meerderheid. Zo zou de 'semah', de vier deuren en veertig treden, het hebben van een 'kivra, pir, murshid, rehber' (religieuze leiders) allemaal in de Buyruk staan. Mede dankzij de eeuwenlange onderdrukking en assimilatie werden religieuze concepten telkens van streek tot streek en daarmee van aleviet tot aleviet vrijzinnig geïnterpreteerd en mondeling of via zang doorgegeven. Bijna alle liederen binnen het alevitisme gaan dan ook over Mohammed, Ali, de Ahl al-Bayt en de twaalf imams van de islam. In het alevitisme is het verplicht dat iedereen een 'pir' of een 'murshid' volgt, wat we ook terugzien in het soefisme. Het verschil tussen het alevitisme en het soefisme is dat bij de alevieten de pir of murshid een afstammeling van de Ahl al-Bayt moet zijn. De geloofsbelijdenis van de alevieten luidt net als bij de sjiieten: "La ilahe illallah, Muhammedden Rasulullah, Aliyyen Veliyullah", wat: "Er is geen andere god dan God, Mohammed is Zijn Boodschapper, Ali is Zijn Wali" zou betekenen (Turks: "Allah'tan baska ilah yok, Hz. Muhammed Allah'in Resulu'dur, Hz. Ali Allah'in Velisi'dir"). Het credo voor het dagelijks leven en tijdens religieuze bijeenkomsten benadrukt, luidt veelal ‘Wees de meester over je handen, tong en driften’, een uitspraak van Hadji Bektasj Veli die overeen zou komen met de Koran. Voor velen staat dit synoniem aan niet stelen, geen doodslag, niet liegen, geen kwaadsprekerij, huwelijkse trouw etc. De volgende religieuze concepten komen voor of kunnen voorkomen:

### De 12 imams
Alevieten geloven (net als de sjiieten) dat na de dood van Mohammed het leiderschap binnen de familie (Ahl al-Bayt of Ehl-i Beyt) dient te blijven. Dit wordt dan ook gezien als het grootste verschil tussen het soennisme en alevitisme, omdat de soennieten na Mohammed in de '4 rechtgeleide kaliefen' geloven en de alevieten in de 12 imams (net als Mozes en Jezus ook hun 12 apostelen gehad zouden hebben).
Volgens de soennieten zou men na de dood van de Profeet zelf hun kalief mogen kiezen en hebben dus gekozen voor Aboe Bakr. Alevieten zijn van mening dat deze keuze niet aan de onwetende mensheid ligt, maar dat net als bij de voorgaande profeten alleen God bepaalt wie de rechtvaardige kalief/opvolger van de Profeet wordt, en dat alleen Ali de enige geschikte en de door God gekozen kalief is. Zo zou Mohammed zelf Ali ook aangewezen hebben als directe opvolger, volgens de overleveringen 'hadith of the two weighty things' en 'hadith of Ghadir Khumm'.
Ali ibn Aboe Talib is de eerste imam van de 12 imams. Elk volgende imam is de zoon van de vorige imam, met uitzondering van de 3e imam Hoessein ibn Ali, die de jongere broer van de 2e imam Hassan ibn Ali is. De 12 imams worden gezien als de enige rechtvaardige opvolgers van de profeet Mohammed en als de enige wijzen die de Koran correct kunnen interpreteren. Deze twaalf imams zouden voorspeld zijn door Mohammed in de zogenoemde 'hadith of the twelve successors', die zowel in soennitische als sjiitische en alevitische bronnen zou zijn vermeld.
De twaalf imams worden gezien als "Al-Insān al-Kāmil" (insan-i kâmil), wat perfecte mens zou betekenen. De profeet Mohammed, zijn dochter Fatima en de twaalf imams samen worden ook wel de 14 Onfeilbaren (Ondört Mâsûm) genoemd. Ook bestaat de term '14 Mâsûm-u Pâk', wat echter wordt gebruikt als verwijzing naar de vermoorde kinderen van de 12 imams binnen het alevitisme. De 12 imams zijn allemaal van de Ahl al-Bayt-bloedlijn.
De namen van de 12 imams worden door de Turks sprekende alevieten als volgt uitgesproken:
1. Imam Ali
2. Imam Hasan
3. Imam Hoessein
4. Imam Ali Zeynel Abidin
5. Imam Muhammed Bakir
6. Imam Cafer-i Sadik
7. Imam Musa-i Kazim
8. Imam Ali Riza
9. Imam Muhammed Taki
10. Imam Ali Naki
11. Imam Hasan-ül Askeri
12. Imam Muhammed Mehdi

De alevitische heilige Hadji Bektasj Veli zou van de 7e imam Musa-i Kazim afstammen.

### Religieus-humanisme

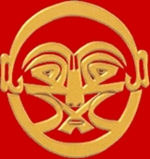
Kalligrafie in het alevitisme en bektashisme

De alevieten gaan uit van een religieus-humanistisch wereldbeeld van mens en maatschappij. Waar echter veel mensen de fout in gaan is de bewering dat het alevitisme geen geloof zou zijn, maar een humanistische levenswijze. Deze vaak voorkomende misvatting wordt dan ook sterk ontkend door de zogenoemde dedes (religieuze leiders) binnen de alevitische gemeenschap en zij beweren dat de liefde voor de medemens ook centraal staat binnen de soefileer van de islam. De dedes ontkennen het zijn van een 'humanistische levenswijze' ook omdat humanisten in het algemeen bekendstaan als atheïsten. "Wie niet in Allah, Zijn boodschapper Mohammed en diens rechtvaardige opvolger Ali gelooft kan geen alevi zijn", aldus de dedes.
- De mens staat centraal in de religieuze belevenis. Een bekende uitspraak van de alevitische heilige en soefimeester Hadji Bektasj Veli is dan ook: "Wat je ook zoekt, zoek het in jezelf" en "Vergeet niet dat uw vijand ook uw medemens is".
- Een centraal uitgangspunt in het alevitisme is de liefde, respect en tolerantie voor de medemens. De menswaardigheid van de medemens wordt bezien als een voorwaarde voor het eigen handelen. Zo zouden er ook veel uitspraken zijn van Ali ibn Aboe Talib over het liefdevol omgaan met de medemens, of hij/zij nou wel of niet je vijand is. Alle mensen bestaan uit het Licht van God. Behandel je iemand verkeerd of goed, dan doe je dat indirect tegen God.
- Alevieten benadrukken de gelijkwaardigheid van mannen en vrouwen. Bijvoorbeeld, het bidden in een gemeenschappelijke ruimte is een vanzelfsprekendheid. Alevieten geloven erin dat in de tijd van Mohammed ook met man en vrouw samen in een ruimte werd gebeden. Deze scheiding tussen man en vrouw zou volgens de Alevieten pas veel later, in de tijd van de Omajjaden zijn ontstaan.
- Regels als bidden, vasten of pelgrimages worden binnen het alevitisme anders geïnterpreteerd. Zo kennen de alevieten geen vijf keer per dag bidden. Ook wordt het accent gelegd op 'dhikr', het gedenken van God. Verder vasten de alevieten drie dagen (Laylat al-Qadr) in plaats van een maand lang in de maand ramadan, en 10 dagen in de maand moeharram omdat ze geloven dat Mohammed en de profeten vóór hem dat ook deden. Vele alevieten vasten 12 dagen in plaats van 10, uit liefde voor de Twaalf Imams. Op de tiende dag van moeharram, asjoera, wordt net als bij de sjiieten de dood van Hoessein in Karbala herdacht. Hoewel de bedevaart wel wordt erkend binnen het alevitisme, wordt er getwijfeld over de manier waarop de bedevaart wordt uitgevoerd door de soennieten en zou ook dit invloeden kunnen hebben van de Omajjaden. Ook is een bekende uitspraak van Hadji Bektasj Veli: "Wat je ook zoekt, zoek het in jezelf en niet in Mekka of tijdens de bedevaart". Wie dus op zoek is naar spirituele verlichting, dient diep in zijn eigen hart te kijken. Het hart zou ook het vaakst genoemde orgaan in de Koran zijn.
- Het praktiseren van een religie mag niet ten koste gaan van de rechten van anderen. Alevieten zijn over het algemeen dan ook voorstanders van democratische beginselen als de scheiding van kerk en staat. Dit is eerder een seculier-humanistisch beginsel dan een religieus-humanistisch beginsel.

### Vrouwen in het alevitisme
Volgens de alevieten is in de islam de vrouw gelijk aan de man. Mohammed zou nadrukkelijk hebben gezegd dat vrouwen geen dienaren zijn van de man, maar gelijken. Waar orthodoxe moslims beweren dat vrouwen een tik mogen krijgen aan de hand van Koranvers 4:34 wanneer een ruzie uit de hand loopt, beweren de alevieten dat dat een foute vertaling is van het betreffende Koranvers en dat het woord 'slaan' erin niet voorkomt. Ook koranisten (en sommige soennieten, bijvoorbeeld in de Nederlandse Koranvertaling van Sofjan S. Siregar, de Edele Koran) beweren dat dit een foute vertaling is (beïnvloed door Hadithinterpretaties waar de Koran zelf negatief over zou zijn) en dat Mohammed nooit een vrouw heeft geslagen.
De alevitische mannen bemoeien zich niet met het feit of de vrouw een hoofddoek wil dragen of niet (het woord hoofddoek zou ook niet in de Koran voorkomen volgens sommige alevieten en koranisten), maar adviseren zowel de mannen als vrouwen om zich fatsoenlijk te kleden en zich aan Adab te houden. Tijdens het bidden in de Cemhuizen en in de meeste alevitische dorpen in Turkije dragen de vrouwen echter wel een hoofddoek. Man en vrouw bidden samen in een ruimte, zoals Mohammed dat ook zou hebben gedaan in zijn Masjid an-Nabawi. De scheiding tussen man en vrouw en de onderdrukking van de vrouw zouden pas zijn gekomen onder het bewind van de Omajjaden, die hun valse leer probeerden te indoctrineren door middel van gefabriceerde Hadith. Ook worden de alevitische vrouwen gemotiveerd om te studeren. Dit zou bevorderd worden volgens de Koran en de leer van Mohammed. Respect, gelijkheid en vrije keuze zou een belangrijke rol zijn tussen man en vrouw in het alevitisme en in hun beeld van de ware islam. Alevisme is een etnisch-religieuze identiteit die, net als het Jodendom, via de moeder wordt doorgegeven.
Zo zou imam Ali, de eerste imam van de Twaalf Imams hebben gezegd: De vrouw is een gevoelig wezen met sterke emoties die door de Almachtige God is geschapen om verantwoordelijkheid te dragen voor het onderwijzen van de maatschappij en het te perfectioneren. God heeft de vrouw als symbool van Zijn eigen schoonheid geschapen en als troost voor haar partner en familie.
Een ander uitspraak van Ali:
“Vrouwen zijn als bloemen. Ze dienen behandeld te worden met voorzichtigheid, vriendelijkheid en genegenheid.”
De alevitische heilige Hadji Bektasj Veli, wiens bron van leer imam Ali was, zegt: "Onderwijs de vrouwen, een natie die zijn vrouwen niet onderwijst zal geen progressie boeken."
Een andere uitspraak van Bektasj luidt: "In de taal van vriendelijke conversatie kan je niet discrimineren tussen man en vrouw." (zie uitspraken beneden.)

### Hadji Bektasj Veli

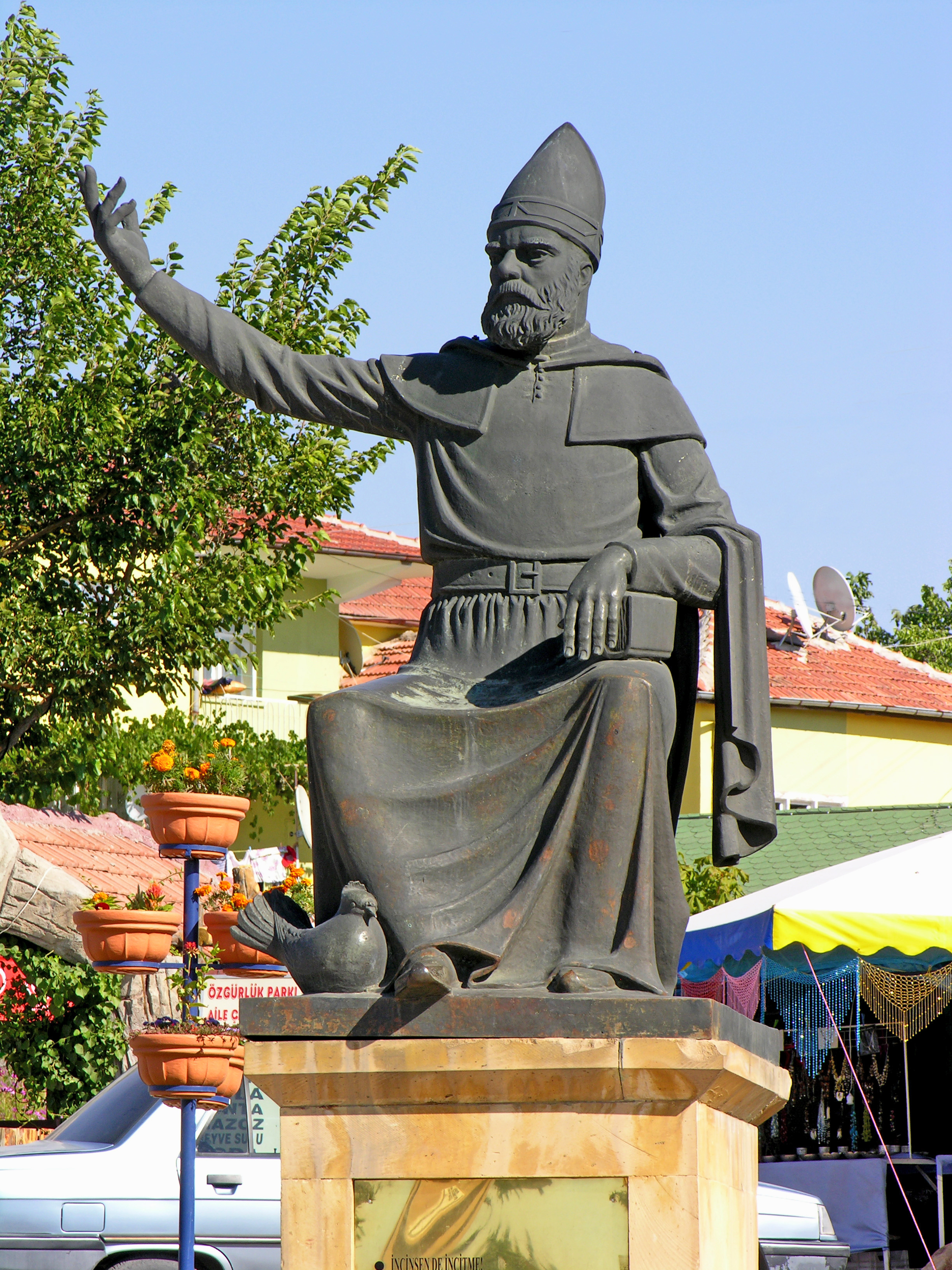
Standbeeld van Hadji Bektasj Veli, een leraar van het alevitisme en afstammeling van Ali.

In de 13e eeuw leefde in Anatolië de alevitische heilige Sayyid en soefimeester Hadji Bektasj Veli, die in Turkije zowel door de soennieten als alevieten gerespecteerd wordt en zou afstammen van de 7e imam Musa Kazim (die weer een afstammeling van Ali en Mohammeds dochter Fatima was). Hadji Bektasj Veli was een tijdgenoot van de wereldberoemde soefi-dichter Mevlana Jelaluddin Rumi, Shams Tabrizi en Yunus Emre (die ook als belangrijke figuren in het alevitisme worden beschouwd). Met Yunus Emre zou hij ook een ontmoeting hebben gehad. Hoewel Hadji Bektasj Veli als een leraar van het alevitisme wordt gezien en nooit een eigen soefiorde heeft 'gesticht', is er een aantal eeuwen na zijn dood een aparte bektashisoefiorde op initiatief van Balim Sultan verder doorgegaan als het bektashisme en is ook verspreid in delen van de Balkan. Volgens de Encyclopaedia of Islam was de bron van zijn leer Ali ibn Aboe Talib, waarvan alevieten geloven dat hij de enige gerechtigde opvolger als kalief van Mohammed was. Zo zou Mohammed in een van zijn Hadith hebben gezegd: "Ik ben de stad der Kennis, en Ali is de Poort ervan!"
Ook imam Ja'far al-Sadiq (waar de 'Imam Cafer-i Sadik Buyrugu' van de alevieten naar is vernoemd) en de twaalf sjiitische imams worden belangrijk geacht.
De leer van Hadji Bektasj Veli kenmerkt zich door een religieus-humanistisch wereldbeeld en een islamitisch-spirituele exegese van de Koran en de islam. Zo beweert een aantal soennitische theologen (zoals Yasar Nuri Öztürk) dat Hadji Bektasj Veli de Koran op een betere manier kon interpreteren dan in het algemeen werd gedaan. In het British Museum Library en Suleymaniye Library zouden er vermiste pagina's gevonden zijn van de Tafsir van Hadji Bektasj Veli op het eerste hoofdstuk van de Koran.
Bekend is zijn 'Vier deuren en veertig treden'-principe (Turks: 4 Kapı 40 Makam) om Insan-i Kamil (een perfect mens volgens de islam) te worden. Deze spirituele leer zou direct van de Ahl al-Bayt en 12 imams afkomstig zijn. Hadji Bektasj Veli zou een belangrijke rol hebben gespeeld in de verspreiding van de islam over Turkije en de Balkan-landen. Ook wordt hij door de moslims als een van de belangrijkste figuren voor de tasawwoef in Turkije gezien. Zijn religieus-humanistisch wereldbeeld en islamitisch-spirituele leer is door vele alevieten overgenomen. Tegenwoordig spreekt men zelfs van een bektasisch-alevitische synthese en zijn voor velen deze woorden synoniem aan elkaar.
Alevieten bezien zich als de hoeders van de leer van Hadji Bektasj Veli en geloven dat zijn pad het pad van Ali is. Opvallend is dan ook dat veel uitspraken van Bektasj overeenkomen met de woorden en daden van Ali (uit bijvoorbeeld het boek Nahjul Balagha). De Makalat zou geschreven zijn door Hadji Bektasj Veli en de Velayetname (Engels: The Saintly Exploits of Haci Bektas Veli) zou gebaseerd zijn op zijn leven.
Enkele uitspraken van Hadji Bektasj Veli zijn onder andere:
- Zoek en vind.
- Onderzoeken is een open examen.
- Een pad zonder kennis zal eindigen in duisternis.
- Let op uw handen (wat je doet), uw tong (wat je zegt) en op uw lendenen (verlangens).
- Wat je ook doet, doe het voor de Waarheid (de Waarheid, Haqq wordt gezien als een van de 99 Schone Namen van God).
- Er bevindt zich in jou een 'er is' voor elke 'er is niet'.
- Hij die zich op het Pad bevindt zal nooit vermoeid raken.
- Er is geen hogere rang dan het hart van de Vriend.
- Wie wijs is, maar zijn wijsheid niet deelt is een onwetende.
- De onwetenden zien het verlaten van het onnodige net als de dood, de wijzen zien het als een geboorte.
- Er is geen berouw in het hebben van berouw.
- Laat je hart, je hand en je tafel open voor anderen.
- Zoek naar de sleutel tot alles in je diepste zelf.
- Wat je ook zoekt, zoek in jezelf.
- Vergeet niet dat je vijand ook een mens is.
- De schoonheid van mensen is de schoonheid van hun woorden.
- Als het pad duister lijkt, weet dan dat uw eigen ogen bedekt zijn.
- Alle zegeningen zij met degene die over de tekortkomingen van een ander kijkt.
- Alle zegeningen zij met degene die een geheim van geheimen maakt.
- Het Woord (de Koran) is Waarheid.
- Doe anderen geen pijn, ook als je zelf pijn hebt.
- Hand in hand, hand in Waarheid.
- Een uur lang mediteren is beter dan zeventig jaar vroomheid.
- Het grootste boek om te lezen is de mens.
- Wees met je hart verbonden aan je geloof (islam), niet met je knieën.
- Onderwijs de vrouwen, een natie dat hun vrouwen niet onderwijst zal geen progressie boeken.[35]
- Alle profeten en wali's (heiligen) zijn een geschenk van God aan de mensheid.
- Ons pad is gebaseerd op de ahlak (goede manieren, moraliteit) van Mohammed en op de adab van Ali.
- De basis van islam is ahlak, de basis van ahlak is kennis, de basis van kennis is verstand.
- Wat de taal, geloofsovertuiging of kleur van een persoon ook is, goede mensen zijn goede mensen.
- Een man die zijn tijd verspilt terwijl zijn hart gevuld is met de liefde voor God, is beter dan een man die de Koran dag en nacht leest terwijl zijn hart gevuld is met het verlangen naar deze wereld.
- Voor degenen die Besef hebben, is een hint voldoende. Voor degenen die achteloos zijn, heeft kennis geen nut.
- De Koran is een brief van de Liefhebbende aan de geliefde.
- O derwisj, weet dat de Koran het Woord van God is, en een boek is waarvan zijn regels aan de Profeet is geopenbaard om hem vervolgens als Boodschapper aan te stellen voor de mensen.[36]
- Een derwisj hoort al zijn tijd met Allah door te brengen en al zijn adem te spenderen aan het vertellen over Allah.
- Goed doen tegenover kwaad is de essentie van het mens zijn.
- Verlang nooit naar roem, roem veroorzaakt onheil.
- Wie zichzelf niet kan reinigen, kan ook geen anderen reinigen.
- De eerste deur van de bezitters van kennis is fatsoen.
- Haqq (Allah) is zichtbaarder dan de zon.[37]
- Eerlijkheid is de deur van een vriend.
- Een leraar zijn is geven, niet nemen.
- Het universum is voor de mens, de mens is voor het universum.
- Wetenschap verlicht de wegen van waarheid.
- Ons pad is gebaseerd op kennis, begrip en liefde voor de mens.
- Laten we één, groot en levend zijn.
- In de taal van vriendelijke conversatie kan je niet discrimineren tussen man en vrouw.
- Alles wat God heeft gecreëerd is in perfecte orde.
- Discriminatie tussen religies is onnodig. Religies veroorzaken geschillen tussen mensen. Het eigenlijke doel van elke religie is zorgen voor vrede en broederschap op aarde.[33]

### Sjiitische islam
Het alevitisme valt ook onder de Shia (volgers) van Ali, maar verschilt enorm qua praktisering met de sjiieten uit bijvoorbeeld Irak of Iran (zie beneden onder het kopje Alevieten en andere moslims). “Het islamitische karakter van het alevitisme is onmiskenbaar als men kijkt naar de hymnen, gebeden, de cem', enzovoorts. Het alevitisme wordt vaak tot de sjiitische islam gerekend”. “De Buyruk wordt aan de zesde imam Djafar as‐Sadik toegeschreven, dit is een boek dat de regels en rituelen van het alevitisme beschrijft”.
Het alevitisme als een syncretische islamitische stroming onderscheidt zich in veel opzichten van de twee hoofdstromen van de islam, de soennitische en sjiitische islam. Dit laat zich zien in de eigenzinnige levensopvatting, religieuze uiting en culturele bewustwording. Hoewel de Koran voor vele alevieten ook als een heilig boek geldt, wordt de inhoud ervan op onderdelen anders geïnterpreteerd (dan door soennieten en sjiieten). Daarnaast verwerpen alevieten grotendeels de Hadiths die in tegenstrijd zouden zijn met de Koran. De liberale stroming van de islam betekent zodoende voor alevieten het niet erkennen van onder meer de Heilige Oorlog, vijf maal daags bidden en de positie van de moskee. Ook wordt er sterk afgeweken van islamitische gebruiken zoals het vasten tijdens de ramadan en bidden in de moskee. Alevieten zijn van mening dat de hedendaagse moskee pas in de tijd van de Omajjaden ontstond en dat de sjiieten het van de soennieten hebben overgenomen.
De alevieten verschillen op zich net zoveel van de sjiieten als van de soennieten. Een kleine opsomming:
- Net als de sjiieten vinden de alevieten dat met betrekking tot het soennitisch-sjiitische schisma de schoonzoon en neef van Mohammed, zijn rechtmatige opvolger diende te zijn en is.
- In de sjiitische islam is er in de islamitische maand moeharram een vastenweek. Ook vele alevieten doen hieraan mee. In deze vastenweek wordt onder andere de dood van de zonen van Ali herdacht, die in de soennitisch-sjiitische schismaoorlog zouden zijn vermoord. Sjiieten bezien de zonen van Ali daarmee als martelaren. In Iran waar de sjiitische islam wijdverbreid is, gaat dit soms gepaard met processies en zelfkastijding. De alevieten kennen zoiets niet.
- Alevieten herdenken net zoals sjiieten Ali en zijn nakomelingen.
- Alevieten geloven net als de sjiieten dat het islamitische leiderschap en kaliefschap binnen de Ahl al-Bayt van Mohammed dient te blijven en dus in de 12 imams, net als de voorgaande Profeten Mozes en Jezus ook hun 12 apostelen/discipelen gehad zouden hebben.
- Alevieten en sjiieten onderling zien elkaar beiden als volgers van de Ahl al-Bayt en 12 imams. Toch beweren de alevieten dat de sjiieten door de soennieten zijn beïnvloed, en andersom beweren de sjiieten dat het alevitisme door het soefisme is beïnvloed. Alevieten beweren dat het soefisme (tasawwoef) juist de kern van de islam is en dat imam Ali ook wel de 'vader van het soefisme' wordt genoemd.

### Hizir
In het alevitisme valt ook het geloof in de mysterieuze beschermheilige Khidr, vaak aangeduid als hızır (Xızır, gızır, hıdır, ghıdır, khidr, khidir).Zo zou volgens vele alevieten 'hıdır' of 'hızır' een vroegere profeet/mysticus zijn (die een langdurig leven heeft gekregen van God) in de vorm van een oude wijze man (een wit geklede derwisj) met een lange witte baard, die mensen zou beschermen tegen een concreet gevaar of behoeden voor de dood. Ook in het soefisme speelt 'Hizir' een belangrijke rol. Veel alevieten kennen een driedaagse vastenperiode in februari ter wille van en als eerbetoon aan deze beschermheilige.
'Hizir' (of Khidr) zou ook in surah al-Kahf (hoofdstuk 'De grot'), verzen 65 t/m 82 van de Koran voorkomen en al eerder een ontmoeting hebben gehad met de profeet Mozes. Ook zou hij vele eeuwen later aanwezig zijn geweest op de begrafenis van de laatste profeet Mohammed, waarbij Ali de enige zou zijn geweest die hem zou hebben herkend. Het bekende 'Dua Kumayl' (gebed van Kumayl) zou een gebed zijn van Hizir (of Prophet Khizr) die imam Ali leerde aan zijn leerling Kumayl.
Het geloof in Khidr of Hizir is een wijdverbreide overtuiging die ook bij andere christelijke, Arabische (al-khidr) en islamitische groepen uit het Midden-Oosten voorkomt. Van streek tot streek en van groep tot groep wordt er een andere betekenis aan de mythe van 'hıdır' gegeven.

### De 7 Mystieke Dichters
De liederen binnen het alevitisme zijn gebaseerd op de gedichten en uitspraken van onder andere de Zeven Mystieke Dichters (Turks: Yedi Ulu Ozan).
Dit zijn:
- Seyyid Nesimi
- Yemini
- Fuzûlî
- Sjah Ismail Hatai
- Virani
- Pir Sultan Abdal
- Kul Himmet

Volgens sommigen zou de zevende niet Kul Himmet, maar Mansur al-Halladj zijn wiens naam ook wordt herdacht in sommige alevitische liederen. Ook Yunus Emre wordt belangrijk geacht.
In het boek Reisgenoten & wijnschenkers over Osmaanse poëzie komen ook gedichten van Fuzûlî, Yunus Emre en Pir Sultan Abdal in voor.

### Semah, de draaiende 'dans' van de derwisjen
De alevieten kennen religieus-spirituele dansen, de zogenoemde semahs. Deze dansen verschillen van streek tot streek en worden opgevoerd tijdens de zogenoemde cems, de religieus-sociale bijeenkomsten. Sommige alevieten leiden deze bewegingen af van kraanvogels en geven verschillende betekenissen aan deze dansen en bewegingen. Zo zouden ze voor vele alevieten het leven, het universum of het in contact staan met God of het goddelijke symboliseren. Vaak zijn er bepaalde bewegingen van handen en armen. Zo strekken ze bijvoorbeeld tijdens de semah eerst de hand naar voren en leggen ze het vervolgens op hun hart. De vijf vingers van de hand zouden de vijf leden van de Ahl al-Bayt moeten symboliseren (Mohammed, Fatima, Ali, Hassan en Hoessein) en de hand op het hart zou de liefde voor de Ahl al-Bayt moeten symboliseren. De dansen worden vergezeld van muziek bespeeld op een snaarinstrument, namelijk de saz. Tegenwoordig worden de semahs steeds vaker als een culturele dans opgevoerd in plaats van een religieuze dans. Ook zouden vele jongere generaties niet meer weten hoe een semah wordt gepraktiseerd. Door de 'dedes', de religieuze leiders binnen het alevitisme, wordt gezegd dat de semah geen 'dans' genoemd mag worden en dat het een vorm van aanbidding van God is.
De semah komt ook voor in het soefisme bij bijvoorbeeld de mevleviorde van Mevlana Rumi. Zowel in het alevitisme als in het soefisme wordt beweerd dat Mohammed en de voorgaande profeten ook aan de semah hebben gedaan en dat het een aanbidding van God is. De draaiende vorm van aanbidding zou symbool staan voor het feit dat alles in het universum draait, van de kleinste atomen, elektronen en protonen tot aan de verste planeten, sterren, planetenstelsels en sterrenstelsels. Volgens sommige alevieten en soefi's zouden Koranverzen 37:1,2,3 en 4 over de semah gaan.
De semah wordt in alle mystieke islamitische stromingen uitgevoerd met muziek, vaak met snaarinstrumenten. Waar het in de mevleviorde met de ney (rietfluit) wordt uitgevoerd, doen de alevieten dat met de saz, een Turks snaarinstrument. De orthodoxe moslims baseren op hun Hadith dat muziek haram (verboden) is. Alevieten en soefi moslims daarentegen menen dat alles wat je dichter bij God brengt halal (toegestaan) is en alles wat je van God distantieert haram is. In de Koran staat geen verbod op muziek.

### Andere concepten
De kraanvogel heeft onder sommige alevieten (en andere volkeren) een bepaalde symbolische waarde. Sinds de oudheid heeft de kraanvogel al een bepaalde mythe over zich. Volgens sommige alevitische dedes zou de link met de kraanvogels komen van het feit dat vlak voordat Ali ibn Aboe Talib werd vermoord, de kraanvogels hem probeerden te waarschuwen.

## Alevieten en andere moslims
Geleerden die het alevitisme onderzoeken zijn vaak van mening dat wie het sjiisme, het soefisme en het koranisme begrijpt, ook het alevitisme zal begrijpen. De alevieten zouden namelijk veel aanknopingspunten hebben met deze drie groepen:
- Met het sjiisme zou het aanknopingspunten hebben als Ali, de Ahl al-Bayt (Ehlibeyt), de Twaalf Imams, moeharram, asjoera, enz.;
- Bijna alle termen in het alevitisme en de praktisering komen overeen met het soefisme, de mystieke islam, vaak aangeduid als 'het hart van de islam' (voornamelijk de bektashi- en mevleviorde);
- Net als aanhangers van het koranisme hebben de alevieten hun twijfels over de praktiseringsvorm en regels van de orthodoxe meerderheid, en geloven ze dat de meerderheid te veel invloeden (qua praktisering, rituelen en regels) van de Omajjaden zouden hebben gehad. Ook worden er Hadith die tegenstrijdig zijn met de Koran verworpen. Sommige alevieten erkennen echter wel het volgen van de Soenna en Hadith van Mohammed, maar dan enkel via zijn Ahl al-Bayt (familiale bloedlijn) en niet via soennitische bronnen. Mohammed zou namelijk hebben aangegeven bij de Hadith of the Two Weighty Things dat de Koran en de Ahl al-Bayt nooit gescheiden dienen te worden van elkaar om dwaling te voorkomen. Ook zou de Ahl al-Bayt in de Koran genoemd worden. Andere alevieten beweren net als koranisten dat de enige soenna in de Koran de soenna van God[44] is en interpreteren dat de Koran voldoende is, tezamen met de liefde voor de Ahl al-Bayt (Mohammed, Fatima, Ali, Hassan, Hoessein en hun afstammelingen).

### Alevieten en sjiieten
Hoewel sjiieten en alevieten zich allebei beschouwen als de 'shia' (volgers) van Ali, volgers van de Ahl al-Bayt en volgers van de Twaalf Imams, zijn er onderling toch verschillen in het praktiseren van het geloof. Sjiieten beweren dat alevieten zijn beïnvloed door het soefisme, terwijl alevieten weer beweren dat de sjiieten door de orthodoxe soennitische meerderheid zijn beïnvloed en dat de mystiek of het soefisme juist afkomstig is van de Ahl al-Bayt. Een groot deel van de sjiieten zouden de mystiek zijn vergeten, terwijl de silsilah (spirituele stamboom/ketting) van alle mystieke soefiordes altijd terugleidt tot een van de Twaalf Imams, de spirituele hoofden van de islam.
De sjiieten richten zich net als de soennieten enkel op de 'sharia', de 'islamitische wet' of regels. De alevieten (en overigens ook de soefi's) beweren dat de ware islam moeilijker is en veel dieper gaat en richten zich op de 'Sharia, Tariqa, Marifa en Haqiqa', ook wel bekend als de 4 deuren en 40 treden. Deze 4 deuren komen volgens de alevieten van de Ahl al-Bayt, en is door de eeuwen heen doorgegeven door iedereen van de Ahl al-Bayt bloedlijn. Uiteindelijk is het door Ahmed Yasawi geleerd aan zijn leerling Hadji Bektasj Veli, die het op zijn beurt weer vanuit Khorasan naar Anatolië bracht. Ook in de mevleviorde van de uit Khorasan afkomstige Maulana Jalaluddin Rumi draait het om de 4 deuren en 40 treden, dat Rumi van de uit Iran afkomstige derwisj en zijn leraar Shams Tabrizi geleerd zou hebben. Alle 40 regels van deze 4 deuren zouden verbonden zijn aan Koranverzen.
Een ander verschil is dat de sjiieten een 'molla' of 'hodja' volgen, waarbij alevieten (net als soefimoslims) zich dienen te verbinden aan een pir, rehber of murshid.
Bij de sjiieten bidden man en vrouw apart, maar bij de alevieten bidden man en vrouw samen in één ruimte (al dan niet door elkaar heen, maar in de praktijk de mannen aan één kant en de vrouwen aan de andere kant) omdat ze geloven dat Mohammed dat ook deed in zijn Masjid an-Nabawi. De islam kent volgens de alevieten geen onderscheid tussen man en vrouw tijdens het bidden. Die scheiding zou pas na de dood van Mohammed zijn ontstaan. Als voorbeeld wordt weleens de ommegang om de Kaaba gebruikt, waar mannen en vrouwen ook samen bidden. Ook beweren de alevieten dat sjiieten vroeger geen moskeebouw met koepel en minaretten kenden, maar dat ze dat later van de soennieten zouden hebben overgenomen. De (soennitische) moskeebouw zou zijn begonnen in de tijd van de Omajjaden.
Een overeenkomst tussen het sjiisme en het alevitisme is moeharram, asjoera, en de begrippen 'Tawalla' en 'Tabarra' (Turks: Tevella ve teberra). Dit houdt in: Liefde voor de vrienden van de Ahl al-Bayt (de familie van Mohammed), en afstand houden van de vijanden van de Ahl al-Bayt. Dit staat naast het bidden vaak ook centraal bij de gebedsbijeenkomsten (de cem) van de alevieten.
Vaak komt het voor dat bepaalde boeken zowel door sjiieten als door alevieten als een belangrijk boek wordt gezien. Voorbeelden hiervan zijn de boeken Peshawar Nights (Turks: Pesaver Geceleri), Nahjul Balagha, Kitab al-Kafi, enz. De Kitab al-Kafi bevat uitspraken van de Twaalf Imams. Vooraan de Kitab al-Kafi staat vermeld dat het eigenlijk onjuist is om een uitspraak (Hadith) authentiek te mogen noemen, omdat de overleveraars (de metgezellen van de Twaalf Imams) niet onfeilbaar waren, maar slechts mensen die ook fouten kunnen maken. Elke uitspraak dient dus daarom 'afgewogen' te worden met de Koran. Ook de Buyruk van de alevieten bevatten uitspraken van de Twaalf Imams, al zijn ze meer gericht op spiritualiteit, gedrag, enz. in plaats van op de vorm gefocust te zijn.
Omdat alevieten dezelfde mening met het (Twaalver) Sjiisme delen over Ali en de Twaalf Imams, heeft Ayatollah Ruhollah Khomeini de alevieten ook als een Shia groep geclassificeerd in de jaren 70.

### Alevieten en het soefisme
Het alevitisme en het soefisme liggen erg dicht bij elkaar. Zo wordt imam Ali in veel kringen 'father of sufism' (vader van het soefisme) genoemd, en wordt de alevitische heilige Hadji Bektasj Veli zelfs door de soennieten gerespecteerd als een hoge rang soefimeester. Veel Alevieten beschouwen het huidige soefisme als iets dat is 'voortgekomen' vanuit het alevitisme, en dat elke 'spiritual silsilah' (spirituele ketting/stamboom) van elke soefiorde altijd wel terugleidt tot een van de Twaalf Imams. Ook de alevieten beschouwen Tasawwoef als het hart en essentie van de islam en baseren hun geloof en praktisering daarop. Enkele overeenkomsten tussen het alevitisme en het soefisme (en dan voornamelijk de Mevleviorde) is bijvoorbeeld de 'semah', het volgen van een 'pir, rehber, murshid', de 4 deuren (sharia, tariqa, marifa, haqiqa) en 40 treden (Turks: 4 kapi 40 makam), en het beschouwen van imam Ali als de belangrijkste van de Sahaba (metgezellen) en als enige deur naar de spirituele leer van de profeet Mohammed. Zo zou Mohammed in een van zijn Hadith hebben gezegd: "Ik ben de stad der Kennis, en Ali is de Poort ervan!" 

Iemand die een gelofte heeft afgelegd aan een murshid of pir (spirituele gids) om zich volledig aan het geloof te binden wordt zowel binnen het alevitisme als binnen het soefisme een derwisj genoemd (met als belangrijke verschil dat een pir in het alevitisme een sayyid moet zijn, ook wel dede genoemd). Zo werd de alevitische heilige Hadji Bektasj Veli door de 'erenler' (heiligen of verlichten) van Khorasan de 'Derwisj van alle Derwisjen' genoemd.
Verder geloven zowel de alevieten als de soefi's in 'Keramat' en 'Waḥdat al-Wujūd', in het Turks Keramet en Vahdet-i Vücud genoemd. Ook de term Ana al-Hakk (Enelhak) komt voor bij (gevorderde) alevieten en het soefisme, een uitspraak van onder andere de ook door alevieten vereerde mysticus Mansur al-Halladj, die ook in enkele alevitische liederen te horen is. Het concept van God bij de meeste soefi's en (sommige) alevieten komt ook overeen met de filosofie van de soefimeester Ibn Arabi, zo lang het maar niet tegenstrijdig is met de leer van imam Ali over God (in bijvoorbeeld het boek Nahjul Balagha) en de Koran.
Een ander overeenkomst met het soefisme is dat het woord 'Hu' (Turks: Hüü) soms wordt gebruikt voor God, wat Arabisch zou zijn voor "Hij".
Allah Hu betekent "God, alleen Hij" in het Arabisch.

### Alevieten en het koranisme
Ondanks het feit dat alevieten zich niet als koranisten beschouwen en wel het volgen van de Soenna van Mohammed (maar dan via zijn Ahl al-Bayt) erkennen, zijn er toch bepaalde overeenkomsten. Aanhangers van het koranisme worden vaak beschreven als moslims die de Hadith (gedeeltelijk) verwerpen vanwege de vele tegenstrijdigheden en zich volledig focussen op de Koran. Dit baseren de koranisten op onder andere Koranvers 31:6 (...ongegronde overleveringen (hadith) doen afdwalen van het pad van God...), Koranvers 45:6 (Dat zijn de tekenen van God, Wij lezen ze jou in waarheid voor, aan welke hadiethvertelling zullen zij dan na God en Zijn tekenen nog geloven?), vers 39:23 (God heeft nedergezonden de beste hadiethvertelling) en vers 68:44 (Laat Mij dan maar begaan met degenen die deze hadiethvertelling verwerpen). De Koran is compleet en duidelijk volgens Koranvers 6:115 (En het Woord van jouw Heer is tot voltooiing gekomen in waarachtigheid en rechtvaardigheid. Niemand kan Zijn Woorden veranderen. En Hij is de Alhorende, de Alwetende). Volgens koranisten komt het woord soenna herhaaldelijk in de Koran voor en verwijst alleen naar handelingen van God. Alevieten accepteren alleen hadith die van de Ahl al-Bayt (de familie bloedlijn) van Mohammed afkomstig zijn. koranisten hebben enorm veel kritiek op de leer en praktisering van de meerderheid van de moslims. Zij menen dat dit door mensen verzonnen dogma's zijn die niet worden ondersteund door de Koran.
Veel koranisten zijn van mening dat ieder de Koran zelf zou kunnen interpreteren met logica (volgens vers 6:115: De Koran is compleet en duidelijk). Hoewel alevieten het hier niet helemaal mee eens zijn, en van mening zijn dat alleen de Ahl al-Bayt (Mohammed, Fatima, Ali, Hassan en Hoessein) en de Twaalf Imams de ware Batin (verborgen, mystieke) interpretatie van de Koran kennen, zijn ze het toch op sommige punten eens met de koranisten. Het vijf keer per dag bidden en 30 dagen vasten zou bijvoorbeeld niet in de Koran staan en bovendien tegenstrijdig zijn met de Koran. Het bidden zou volgens hen drie keer per dag zijn en het vasten zou minder zijn dan 30 dagen. Ook hier verschillen de meningen echter over, zowel bij de koranisten als bij de alevieten. Ook zijn veel alevieten het eens met sommige uitspraken van de Turkse geleerde Yasar Nuri Ozturk en diens kritiek op de vorm van bidden en de Hadith-verzamelingen, maar niet met al zijn uitspraken. Binnen het alevitisme wordt de Koran als de 'stille imam' beschouwd, en de Ahl-al Bayt en Twaalf Imams als 'pratende korans'.
Nog een overeenkomst tussen alevieten en koranisten is dat zij beiden weigeren om zichzelf een madhhab (stroming) te noemen. Zo bestaat het soennisme bijvoorbeeld uit de zogenoemde '4 ware madhhabs': hanafisme, hanbalisme, sjafisme en malikisme. De alevieten (en koranisten) beweren dat de soennieten in overtreding met de Koran gaan, met de volgende verzen:
Koran 6:159: "Voorwaar, degenen die hun godsdienst opsplitsten en tot sekten werden, jij (Mohammed) bent in niets verantwoordelijk voor hen, hun kwestie rust slechts bij Allah, Vervolgens zal Hij hun berichten over wat zij plachten te doen."
Koran 3:103: "En houdt jullie allen stevig vast aan het touw van Allah en weest niet verdeeld."
Koran 3:105: "Weest niet zoals zij die zich in groepen opsplitsten en van mening verschilden nadat de duidelijke bewijzen tot hen waren gekomen. Zij zijn het voor wie er een geweldige bestraffing is."
Echter, wanneer aan een alevi wordt gevraagd wat zijn/haar madhhab is, wordt vaak geantwoord met "Wij zijn islam, wij zijn degenen die Mohammed-Ali zeggen" of "Wij volgen de madhhab van imam Cafer" (verwijzende naar de 6e imam Ja'far al-Sadiq). "Hij was geen stichter van een eigen madhhab, maar volgde slechts het pad van zijn grootvader, de profeet Mohammed", aldus de alevieten. Imam Ja'far al-Sadiq wordt ook gezien als de leraar in fikh (islamitische jurisprudentie) van de vier geleerden waar de soennitische madhhabs naar zijn vernoemd.

De 'Imam Cafer-i Sadik Buyrugu' wordt als een belangrijk boek gezien door de Anatolische alevieten, waarin alles over het verhaal van de Kirklar Cemi (bijeenkomst van de 40 heiligen), pir, rehber, murshid, tasawwuf, en uitspraken van de Ahl al-Bayt en 12 imams in zouden staan.
Uit soennitische bronnen (bukhari) staat onder andere de volgende Hadith: "Overgeleverd door Ibn Abbas is dat de Profeet, Gods vrede zij met hem, in zijn sterfbed was en er enkele mensen in het huis waren waaronder Omar ibn al-Chattab. De Profeet, Gods vrede zij met hem, zei, 'Breng mij een (pen en papier) zodat ik iets voor jullie kan schrijven zodat jullie later (na mij) niet zullen dwalen.' Omar zei, 'Tussen ons is de Koran en Gods Boek is genoeg voor ons.'"
Koranisten gebruiken deze Hadith om aan te tonen dat de soennitische kalief Omar ook naar het koranisme neigde. Alevieten gebruiken deze Hadith om aan te tonen dat de Profeet nog een poging deed om duidelijk te maken dat Ali zijn directe opvolger als kalief is en dat alle moslims de Koran en de Ahl al-Bayt (Ali, Fatima, Hassan, Hoessein en de imams van hun bloedlijn) moeten volgen, zoals hij ook vermeld zou hebben in de 'hadith of the two weighty things', de 'hadith of the twelve successors' en de 'hadith of Ghadir Khumm'.

## Cem
Een cem (ook wel Âyin-î Cem of Ayin-I-Jem) is te karakteriseren als een alevitische religieuze bijeenkomst. De Ayin-I-Jem is bekend in veel mystieke islamitische stromingen (bijvoorbeeld de mevleviorde en de Ahl-e Haqq) en richt zich op de eenheid en liefde tussen mensen. Cems zijn zeer syncretisch van karakter en zeer plaatsgebonden. Vandaar zijn er grote verschillen tussen de cems en is het lastig een uniforme omschrijving ervan te geven. Zo zien we alle bovenstaande religieuze concepten min of meer terug in een cem. Bijvoorbeeld, islamitisch sjiitische opvattingen die verweven zijn met bektasische concepten of andere (streekgebonden) gebruiken. Mystieke dansen als de semah spelen vaak een rol.
In plaats van religieuze bijeenkomsten is het beter te spreken van sociaal-religieuze bijeenkomsten, omdat het ook sociale dimensies heeft. Zo worden tijdens een cem geschillen tussen personen uit de gemeenschap bijgelegd. Er kan zelfs besloten worden personen uit de gemeenschap te verbannen. Een verbanning geldt als de zwaarste straf door de gemeenschap uitgesproken. In deze context spreekt men ook wel van cemrechtspraak. Daarnaast kunnen families voor andere families dienen als een soort van 'peetfamilie' (müsaphilik). Een peetfamilie heeft namelijk als functie de ander bij te staan. Bijvoorbeeld in economisch slechte tijden, zoals een slechte oogst. Ook heeft men de plicht ervoor te zorgen dat de ander niet op het slechte pad raakt. Het aangaan van een peetfamiliale broederschap gebeurt op een vrijwillige basis.

Het is niet geheel duidelijk waarop het woordje cem is terug te brengen. Het zou kunnen zijn afgeleid van het woordje 'çema' (ons huis, Kirmanci), 'djemm' (Perzisch) of 'cemaat' (Arabisch). Min of meer is het terug te brengen tot '(ergens) samenkomen'. Cems werden in dorpen binnen gehouden of zelfs buiten. Tegenwoordig zijn er voor dit doel de zogenoemde cemhuizen (vaak onjuist als ‘alevitische moskeeën’ geïnterpreteerd). Vaak werden cems gehouden ten tijde van volle maan. Hiervan is waarschijnlijk het begrip ay’in-cemi (de maan, maand) afgeleid.

Tegenwoordig worden cems door de verschillende gemeenschappen, zij het in de diaspora, veel minder opgevoerd. Bijvoorbeeld één of twee keer per jaar. Een cem wordt geleid door een zogenoemde dede (grootvader in het Turks). Waarschijnlijk is dit terug te brengen op het feit dat een stamoudste of de oudste uit een gemeenschap een cem leidde. Vrouwen kunnen ook dede worden, alhoewel dit niet veel voorkomt. Deze worden dan aangeduid met Ana (Moeder). Deze dede gaf zijn inzichten weer door aan zijn zoon, die op een gegeven moment ook een dede werd. Daarmee ontstond een lijn van dedes die werden geassocieerd met een bepaalde streek, de zogenoemde 'ocaklar' (haard in het Turks). Elke ocak zou afstammen van een van de twaalf imams. In Turkije is een confederatie van dedes in het leven geroepen, waarmee men getracht heeft de cems te uniformeren. Dedes kunnen tegenwoordig ook beschouwd worden als ‘alevitische geestelijken’. Zo worden ze ingehuurd als prekers tijdens overlijdensceremonies of als sprekers tijdens lezingen.

## Poëzie en liederen
Een belangrijk onderdeel van het alevitisme komt tot uiting in de alevitische poëzie en liederen. Dichters, zangers en musici worden onder alevieten hoog aangeslagen. Volksmuziek is sterk gerelateerd aan de alevieten. Er zijn veel volksdichters en volkszangers, die met hun poëzie, literatuur, zang en muziek een belangrijke bijdrage leveren aan de Turkse cultuur. De muziek komt ook tot uiting in de religieuze bijeenkomsten zoals de cem en de semah. Bekend zijn de gedichten en liederen die aan Pir Sultan Abdal worden toegeschreven. Een prominent volksdichter en volkszanger uit de 20e eeuw is bijvoorbeeld Aşık Veysel Şatıroğlu. Dit soort muziek wordt vaak geschaard onder Anatolische volksmuziek en is door de vele streekgebonden tradities en etnische invloeden zeer gevarieerd van stijl. Het muziekinstrument daarbij is veelal een luitachtig snaarinstrument met een peervormige klankkast (saz, bağlama e.d.). Van streek tot streek werden deze snaarinstrumenten net iets anders in elkaar gezet (gefabriceerd), waardoor ze in omvang en grootte van elkaar kunnen verschillen. Andere veelvoorkomende muziekinstrumenten zijn blaasinstrumenten (ney, mey, kaval, zurna) en slaginstrumenten (davul). Niet echt eigen aan de alevieten, maar zeker niet onbekend is de viool (Armeense en Griekse invloeden).

## Onderdrukking
De alevieten zijn in Turkije altijd een minderheid geweest in een door (soennitische) moslims gedomineerd land. Hoewel de positie van de alevieten het afgelopen decennium verbeterd is, zijn de alevieten en het alevitisme nog steeds onderworpen aan een strenge minderhedenpolitiek (assimilatiepolitiek). In het verleden zijn de alevieten ernstig gediscrimineerd en onderdrukt wegens hun cultuur en hun vrijzinnige geloofsovertuiging. Berucht zijn de genocides op de alevieten gepleegd onder het Ottomaans bewind van Yavuz Sultan Selim en de genocides en deportaties in Dersim en aanliggende streken in de jaren 30 van de 20e eeuw, na de opstand van Dersim. Ook de pogroms op de alevieten uit de jaren 70, begin jaren 80, zoals de pogrom van Kahramanmaras in december 1978 en de pogrom van Çorum in mei 1980, hebben diepe sporen achtergelaten. Van recentere datum is het bloedbad van Sivas uit 1993.
Sinds enkele jaren is het beleid aangaande de minderheden versoepeld, mede als gevolg van de toenemende kritiek op de mensenrechten en de culturele en religieuze vrijheden van de minderheden in Turkije vanuit de Europese landen. Zo is er internationaal ook veel aandacht voor de Armeense Genocide en de mensenrechtenkwestie aangaande de Koerden, maar ook de pogroms op de Grieken en Arameeërs krijgen meer en meer aandacht.
Alevieten wijzen op het feit dat er nog steeds veel vooroordelen over ze bestaan en er nog veel discriminatie in de Turkse samenleving aanwezig is. Ook zou hun identiteit bewust ten gunste van de soennitische islam worden genegeerd. Bijvoorbeeld, de Turkse overheid hanteert verplicht islamitisch godsdienstonderwijs. Ook zijn vele zogenoemde cemhuizen in alevitische dorpen en wijken verboden, maar worden er her en der moskeeën geplaatst. Iets waar de alevieten niets aan hebben, omdat de alevieten de moskeeën niet als gebedshuizen erkennen. Het argument van de Turkse overheid daarbij is dat alevieten moslims zijn en deze voorzieningen dus ook voor hen bedoeld zijn. Alevieten bezien dit als een ontkenning van hun culturele en religieuze identiteit en spreken van een assimilatiepolitiek. Alevieten streven ernaar om op basis van gelijkheid, zonder gediscrimineerd of vervolgd te worden, aan het culturele, sociale en politieke leven van Turkije deel te kunnen nemen en zowel een economisch als cultureel positieve bijdrage hieraan te kunnen leveren.

## Bekende alevieten
- Pir Sultan Abdal (ca. 1480-1550), Turkse poëet, musicus en humanist uit de middeleeuwen
- Zaro Agha (†1934), mogelijk de langstlevende persoon uit het Ottomaanse Rijk
- Aşık Veysel (1894–1973), Turkse dichter, volkszanger en muzikant
- Aşık Mahzuni Şerif (1940-2002),  - Turkse dichter, volkszanger en muzikant
- Arif Sağ (1945),  - Turkse volkszanger en politicus
- Kemal Kılıçdaroğlu (1948), Koerdisch-Turkse econoom en politicus
- Haluk Levent (1968), Turkse zanger
- Ümit Özat (1976), Turkse voetballer
- Servet Çetin (1981), Turkse voetballer
- Gökhan Zan (1981), Turkse voetballer